# Univerza Kalifornije, Berkeley
Univerza Kalifornije, Berkeley (angleško University of California, Berkeley, okrajšano UC Berkeley) je javna univerza s sedežem v mestu Berkeley, Kalifornija, ZDA. Ustanovljena je bila leta 1868 z združitvijo zasebnega Kolidža Kalifornije in javnega Kolidža za kmetijske, rudarske in mehanične znanosti in je najstarejši od desetih kampusov, ki sestavljajo sistem Univerze Kalifornije.
Kampus se razprostira na 2692 ha (2,7 km²), od tega njegov osrednji del na 80,9 ha. Vključuje ozemlje več raziskovalnih laboratorijev, univerzitetnega botaničnega vrta in 323 ha nepozidanega ekološkega rezervata. Staro jedro tvori okrog 20 poslopij, zgrajenih v neoklasicističnem slogu konec 19. stoletja, nad katerimi se dviga 94 m visok Satherjev stolp. Ta je dobil vzdevek Campanille, saj posnema zvonik bazilike Sv. Marka v Benetkah.
Študentsko populacijo sestavlja dobrih 25 tisoč dodiplomskih in deset tisoč podiplomskih študentov; za Berkeley je značilno, da predstavljajo največji delež študenti azijskega porekla. Univerza ponuja okrog 300 študijskih programov z različnih področij in se uvršča med najboljše svetovne univerze po akademskih dosežkih. Tu je študiralo ali poučevalo 66 Nobelovih nagrajencev. Fizik z Berkeleyja, Julius Robert Oppenheimer, je bil znanstveni direktor projekta Manhattan med drugo svetovno vojno. Od takrat univerza sodeluje pri vodenju več narodnih laboratorijev ameriškega ministrstva za energetiko, poleg Los Alamosa še Lawrence Berkeley in Lawrence Livermore.